# (500011) 2011 QB20
(500011) 2011 QB20 es un asteroide perteneciente al cinturón de asteroides, descubierto el 20 de agosto de 2011 por el equipo del Pan-STARRS desde el Observatorio de Haleakala, Hawái, Estados Unidos.

## Designación y nombre
Designado provisionalmente como 2011 QB20.

## Características orbitales
2011 QB20 está situado a una distancia media del Sol de 3,127 ua, pudiendo alejarse hasta 3,852 ua y acercarse hasta 2,403 ua. Su excentricidad es 0,231 y la inclinación orbital 26,21 grados. Emplea 2020,46 días en completar una órbita alrededor del Sol.
Los próximos acercamientos a la órbita de Júpiter se producirán el 16 de mayo de 2033, el 11 de junio de 2116 y el 5 de julio de 2199, entre otros.

## Características físicas
La magnitud absoluta de 2011 QB20 es 16,2.